# Ehemaliges Schul- und Bethaus (Dillingen)

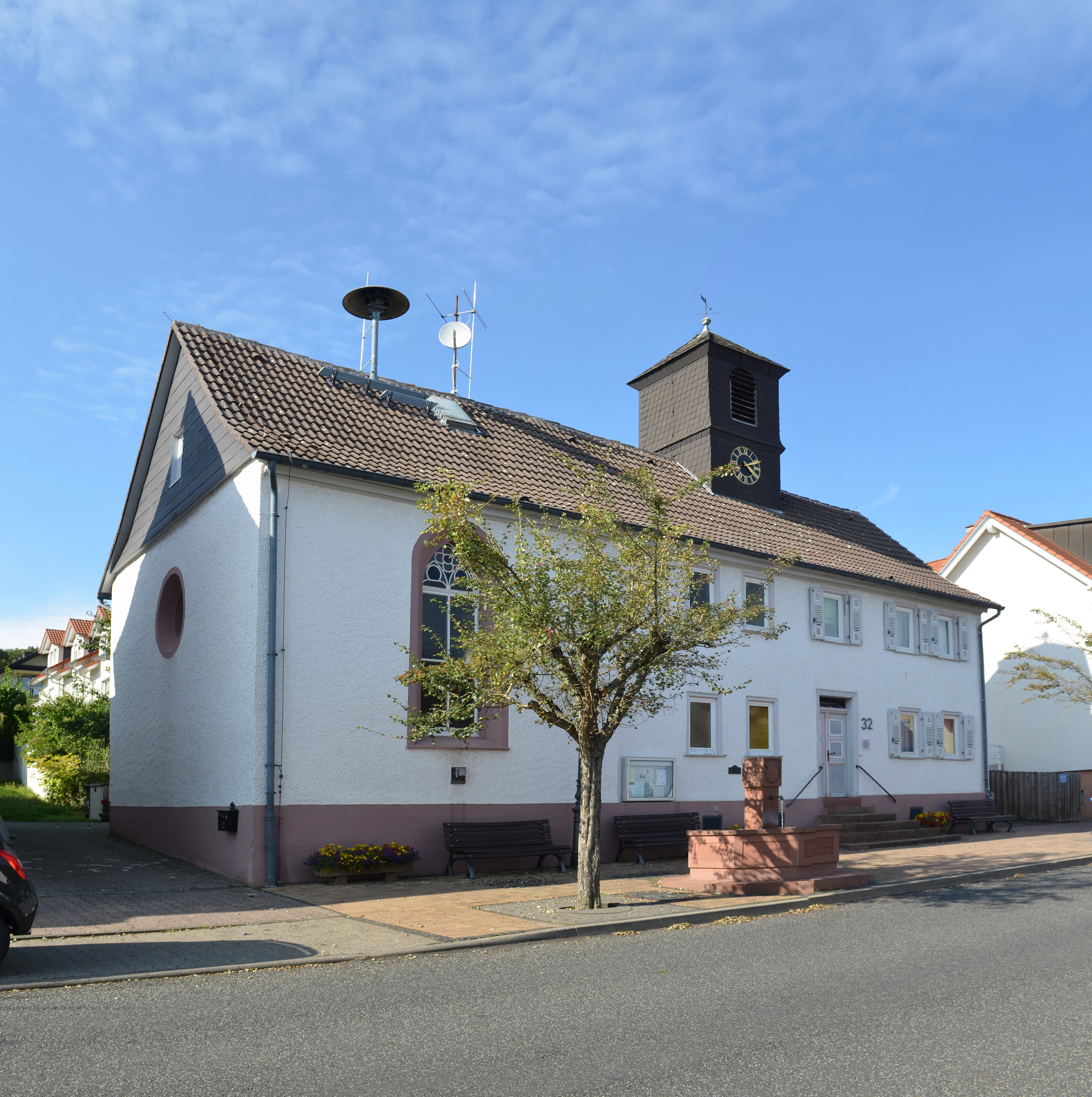
Ehemaliges Schul- und Bethaus

Das Ehemalige Schul- und Bethaus mit Adresse Dillinger Straße 32 in Dillingen, einem Ortsteil von Friedrichsdorf, steht als Kulturdenkmal seit 2014 unter Denkmalschutz.

## Das Gebäude
Dillingen, 1804 von Landgraf Friedrich V. von Hessen-Homburg gegründet, wurde mit Kolonisten aus Orten im Vogelsberg und Nachbargemeinden besiedelt. Der Landgraf wies die Anwohner an, die Kirche in Köppern zu besuchen. Insbesondere im Winter war dieser Weg beschwerlich, die Einwohner wünschten daher eine eigene Kirche. Bis dahin wies der Landgraf den Lehrer an, Sonntags für diejenigen, die gesundheitlich nicht zum Kirchgang in der Lage waren, eine Erbauungsstunde mit Gebet und dem Vortrag einer Predigt zu halten.
1820 schenkte Friedrich VI. von Hessen-Homburg die Hälfte eines 1804 erbauten Gebäudes als Schule und Lehrerwohnung. 1858 erwarb die Gemeinde auch die westliche Hälfte und baute diese zu einem Betsaal um. Der Landgraf ordnete den Einbau eines großen Kirchenfensters im gotischen Stil an. Aus dem Jahr der Weihe 1859 stammt auch der Dachreiter.
1883 wurde das örtliche Gefängnis an der Rückseite des Gebäudes angebaut; 1888 erfolgte der Umbau des Klassenzimmers zur Lehrerwohnung und ein Anbau mit einem neuen Klassenraum.
Vor dem Gebäude befindet sich der Schacht des alten Dorfbrunnens. Im Volksmund wird das Gebäude als „Dillenburger Dom“ bezeichnet, was sicher eher der Alliteration als der Größe des Baues geschuldet ist.